# Галилео Галилей (планетарий)
Планетарий Галилео Галилей (исп. Planetario Galileo Galilei) — планетарий, расположенный на пересечении проспекта Авенида Хенераль-Сармьенто и улицы Белисарио Ролдан, в парке Трес-де-Фебреро, в районе Палермо, Буэнос-Айрес, Аргентина.
Его купол имеет диаметр 20 м. На нём можно воспроизвести 8900 неподвижных звезд, созвездий и туманностей.
Открыт в июне 1967 года, а в 2011 году сделана реконструкция.

## История

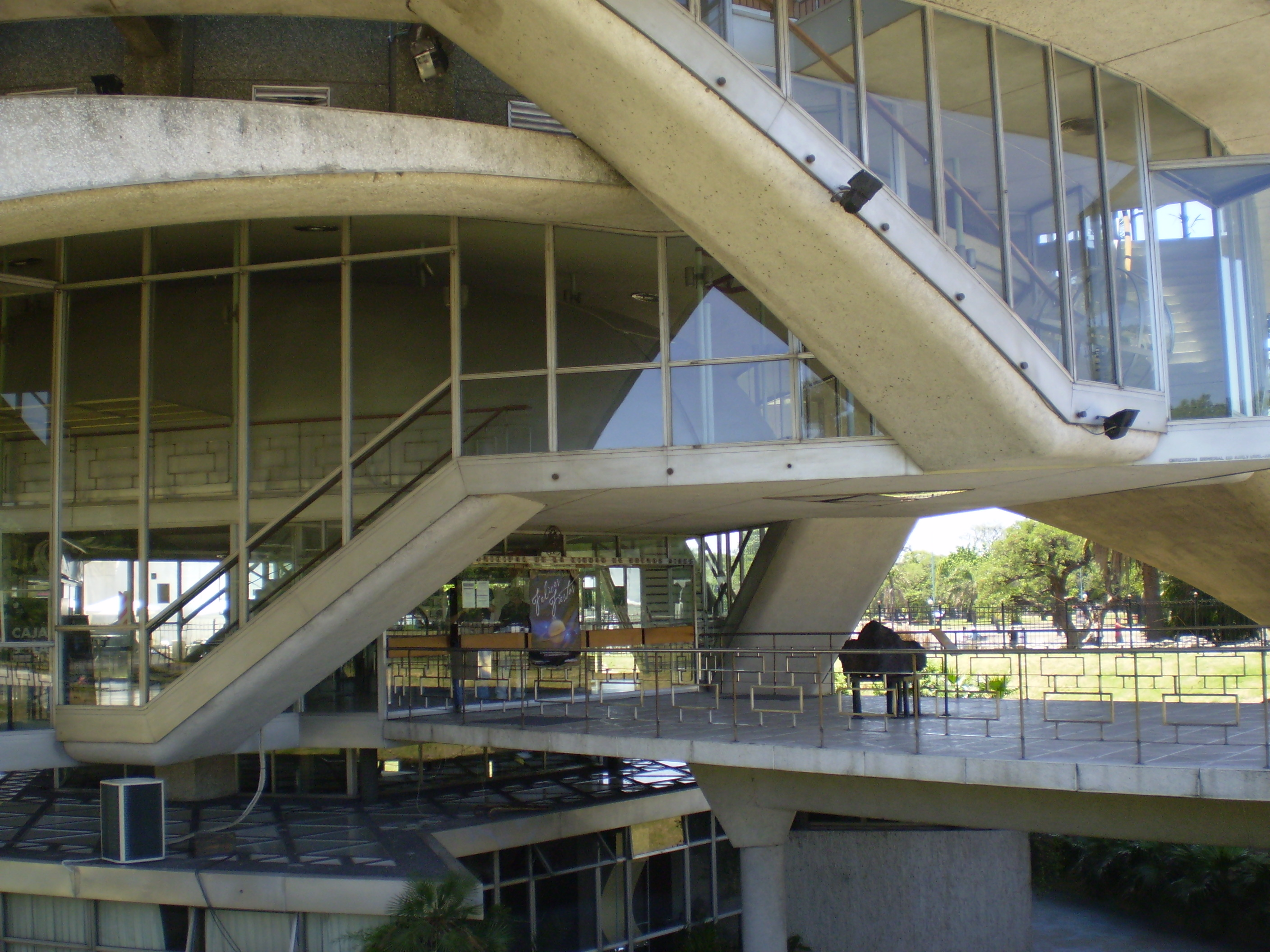
Вход.

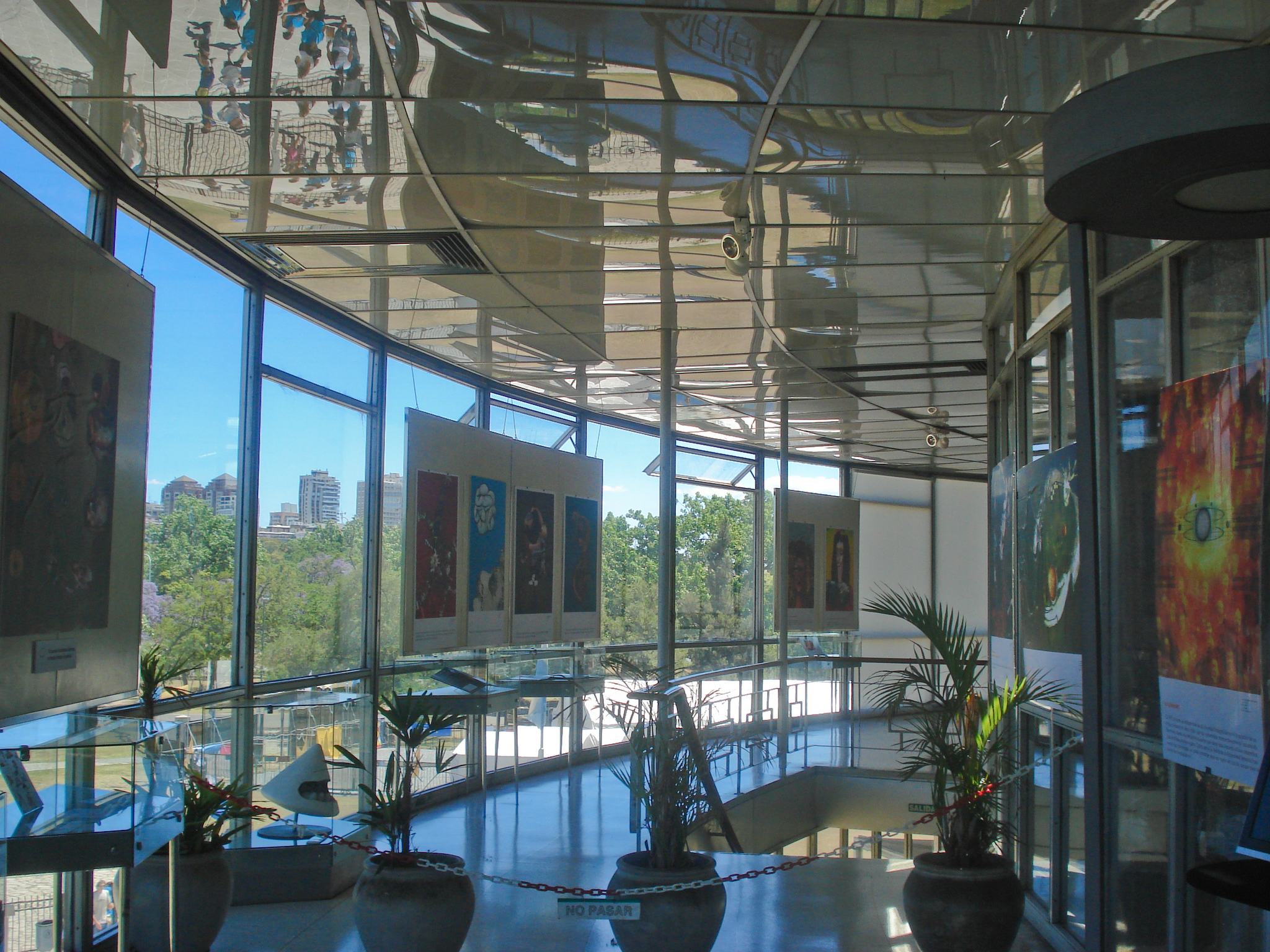
Интерьер.

Идея строительства планетария в Буэнос-Айресе возникла в 1958 году по инициативе советника Хосе Луиса Пены и секретаря культуры муниципалитета Альдо Кокки.
Строительство Планетария Галилео Галилей началось под руководством аргентинского архитектора Энрике Яна и Главным управлением архитектуры муниципалитета города Буэнос-Айрес (MCBA) в 1962 году. Работы были выполнены Компанией Construcciones Civiles SA, тогдашний мэр Эугенио Скенетти (Eugenio Schettini) открыл планетарий 20 декабря 1966 года.
Работа планетария началась 13 июня 1967 года. Первое шоу было организовано для учащихся коммерческой школы № 1 из города Банфилд и студентов из Буэнос-Айреса. Профессор географии и математики Антонио Корнехо показывал им небо над Буэнос-Айресом, аргентинской Антарктидой и южным полюсом. Окончательное открытие для широкой публики состоялось 5 апреля 1968 года.

## Характеристики

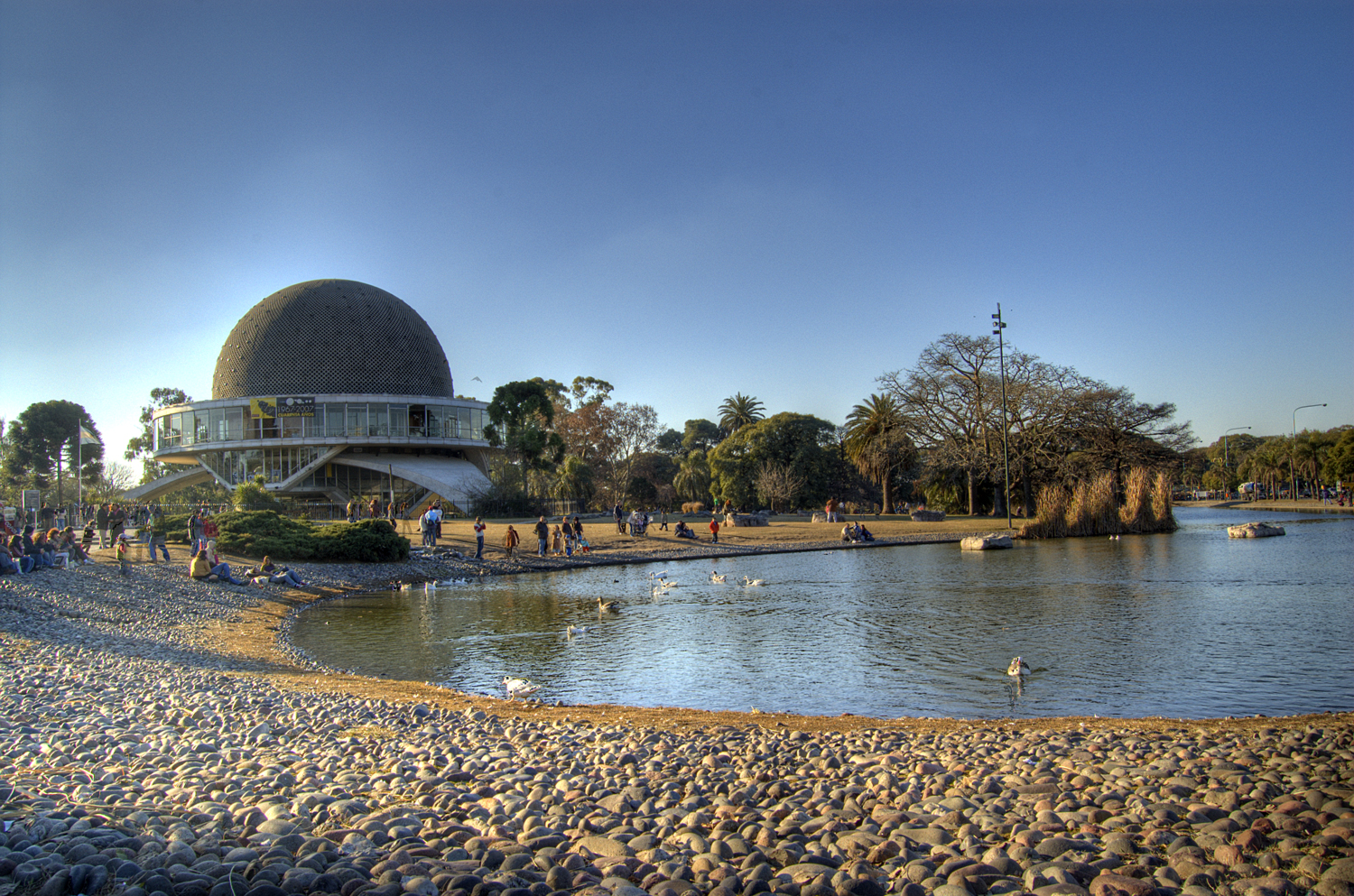
На берегу озера.

Здание состоит из пяти этажей, шести лестниц, одна из них геликоидальная(спиральная) и круглой комнаты диаметром 20 метров.
Его полусферический купол имеет диаметр 20 метров и покрыт внутренним алюминиевым листом, который служит экраном.
Сфера создана из 5300 взаимосвязанных стальных стержней, алюминия и дерева, изогнутого стекла и U-образной железной основы, то есть, шести равносторонних треугольников, вершины которых обращены внутрь сферы.
В музее на первом этаже выставлен лунный камень, который был доставлен на Землю миссией Аполлона-11. Это был подарок от бывшего президента США Ричарда Никсона. На входе в Планетарий расположены метеориты, такие как «La Perdida», найденный в 1965 году в районе Кампо-дель-Сьело, в провинции Чако.

## Реконструкция 2011 года

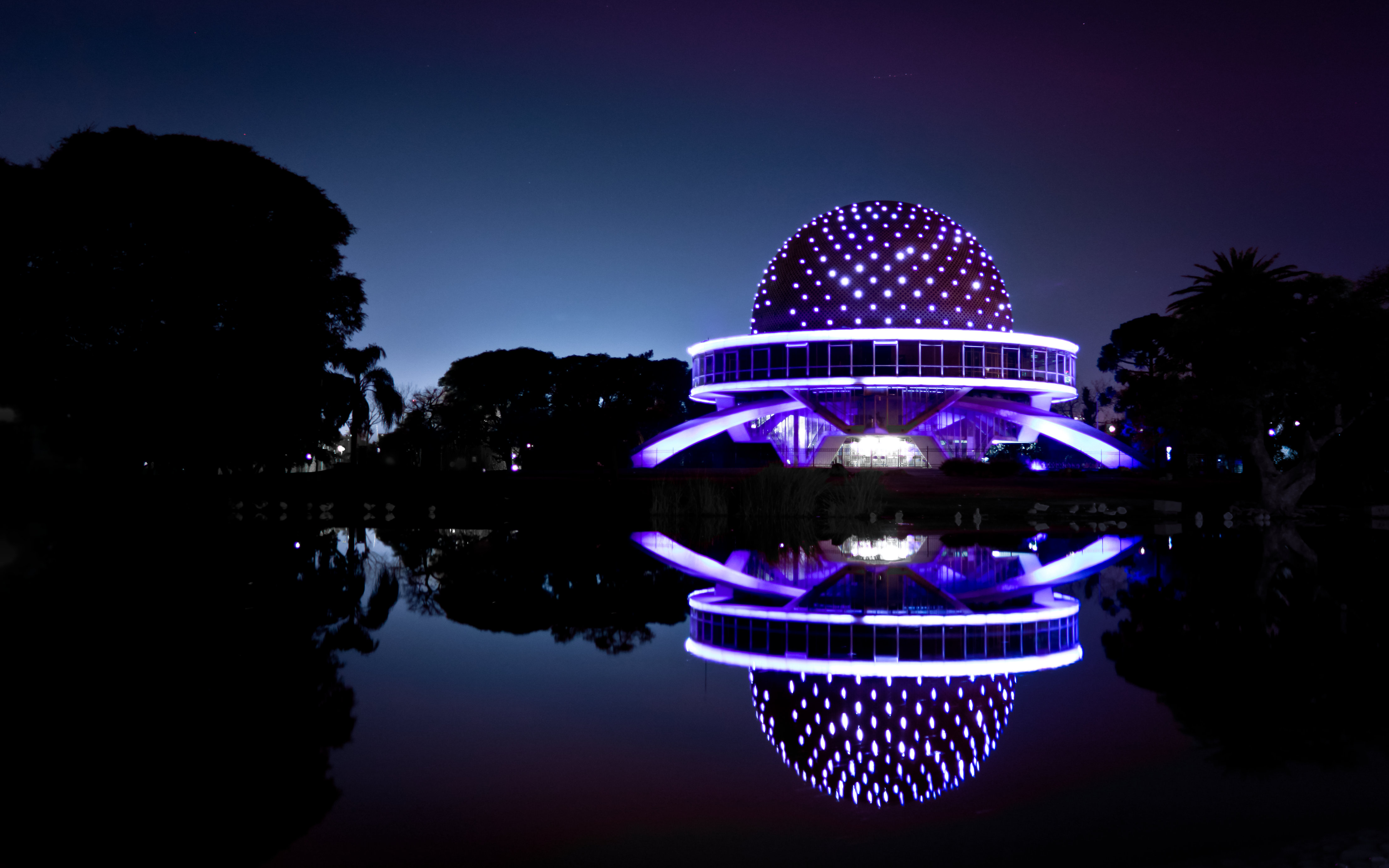
Планетарий Галилео Галилей, в районе Палермо.

До 2011 года использовался планетарный проектор Zeiss Mark V высотой 5 метров и весом 2,5 тонны. Он состоял из цилиндрической рамы с независимыми проекторами для Луны, Солнца и планет, видимых невооружённым глазом - Меркурия, Венеры, Марса, Юпитера и Сатурна - и двух сфер на концах, проецируемых звездами. Система проекторов и лазерного оборудования, направленная на этот купол, обеспечивала разнообразные виды Вселенной, с показом 8,900 неподвижных звезд, созвездий и туманностей.
В 2011 году была проведена реконструкция в Зале Планетария. Повторное открытие состоялось в четверг, 15 декабря 2011 года.
Изменения, внесённые в ходе реконструкции.:
- Был установлен проектор MEGASTAR II A, показывающий звезды величиной до 11 °, что примерно на миллион звезд больше, чем обычные планетарии. Кроме того, он проецирует более 140 туманностей, и Млечный путь можно оценить с реализмом, которого раньше никогда не возможно было достичь. Проектор является первым в мире, который использует светодиодные лампы, заменяя предыдущие лампы которые потребляли больше электричества.
- На снимках теперь есть изображения с высоким разрешением и функция DigitalSky II, которая представляет собой современную видеосистему, которая охватывает полную окружность.
- Также добавлен новый внешний купол с экологическим освещением и заменены 360 стандартных сидений на 4D, которые включаются дистанционным управлением, которое позволяет зрителям испытывать различные ощущения во время работы проекторов. Кроме того, звуковая система была модернизирована до цифрового 5.1.

## Галерея

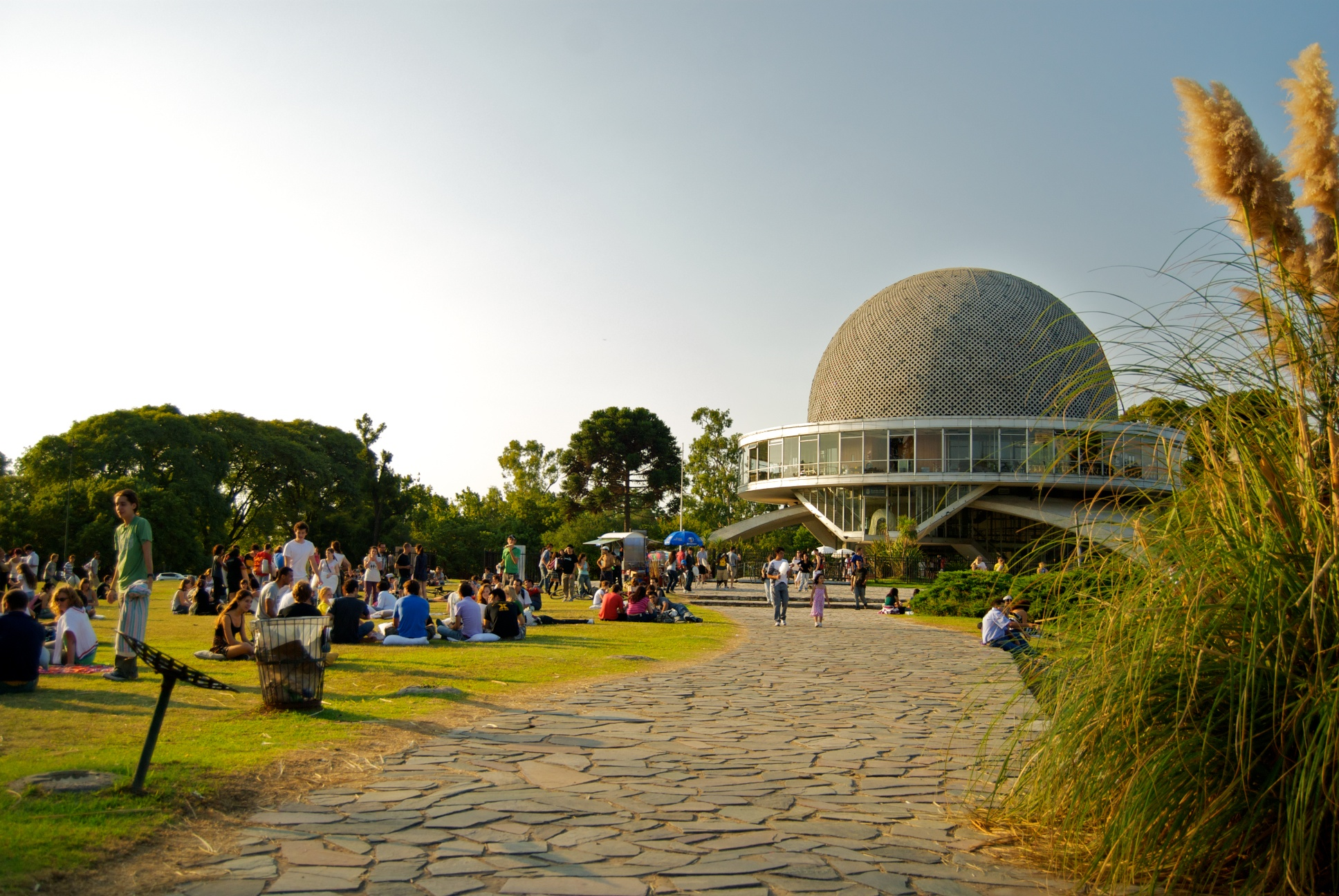
Вид на Планетариум
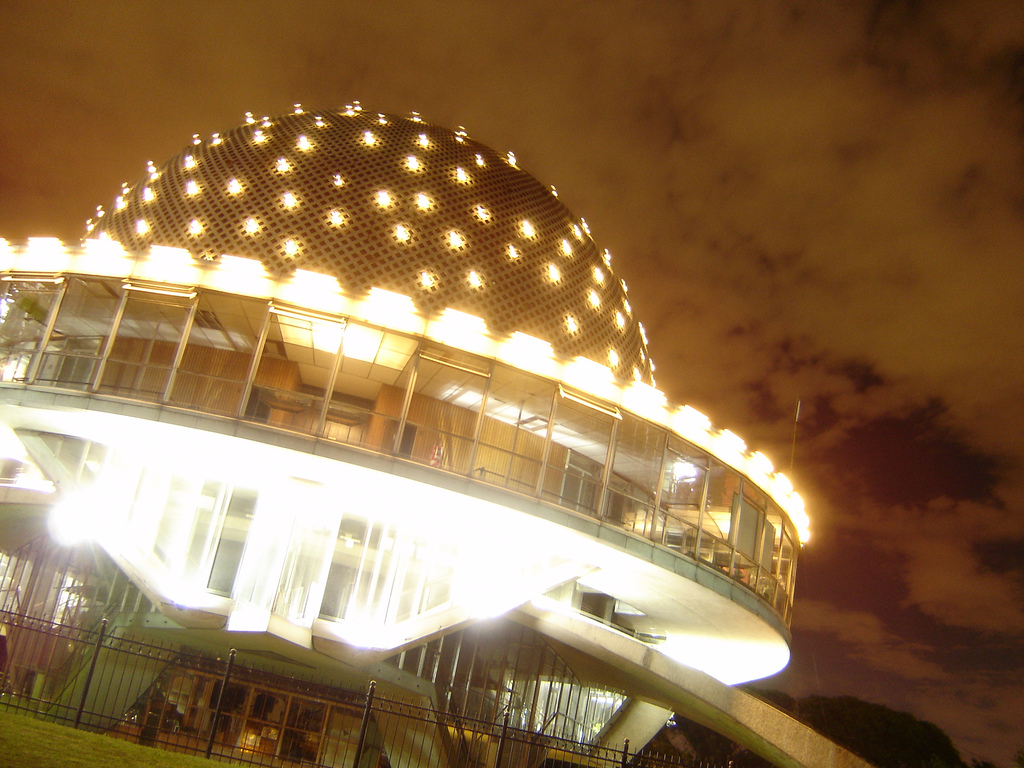
Планетариум
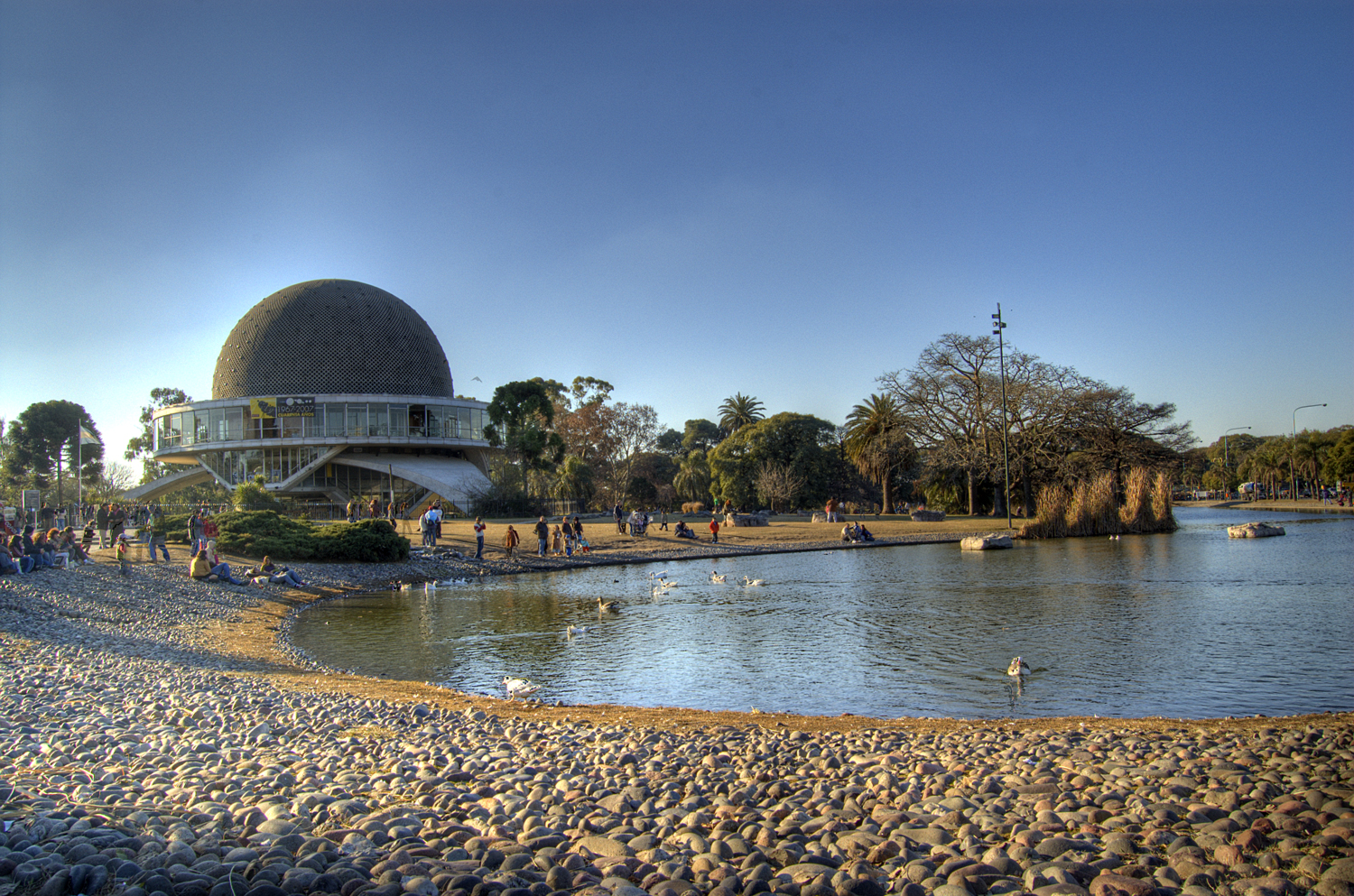
Планетарий у озера
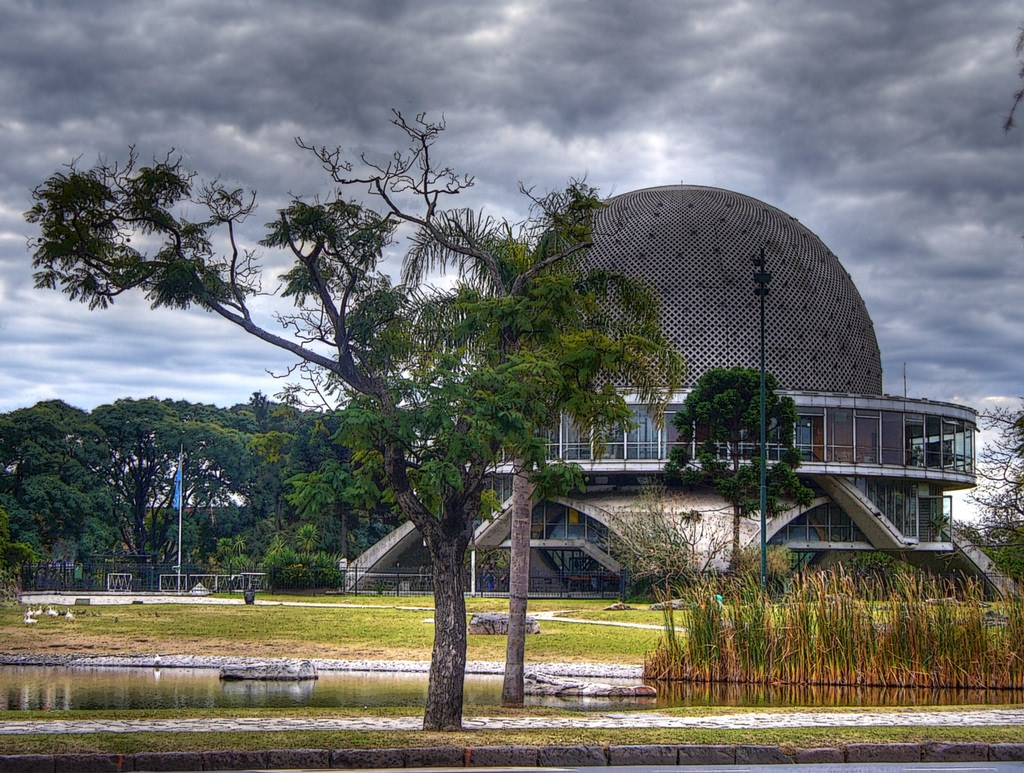
В сумрачный день
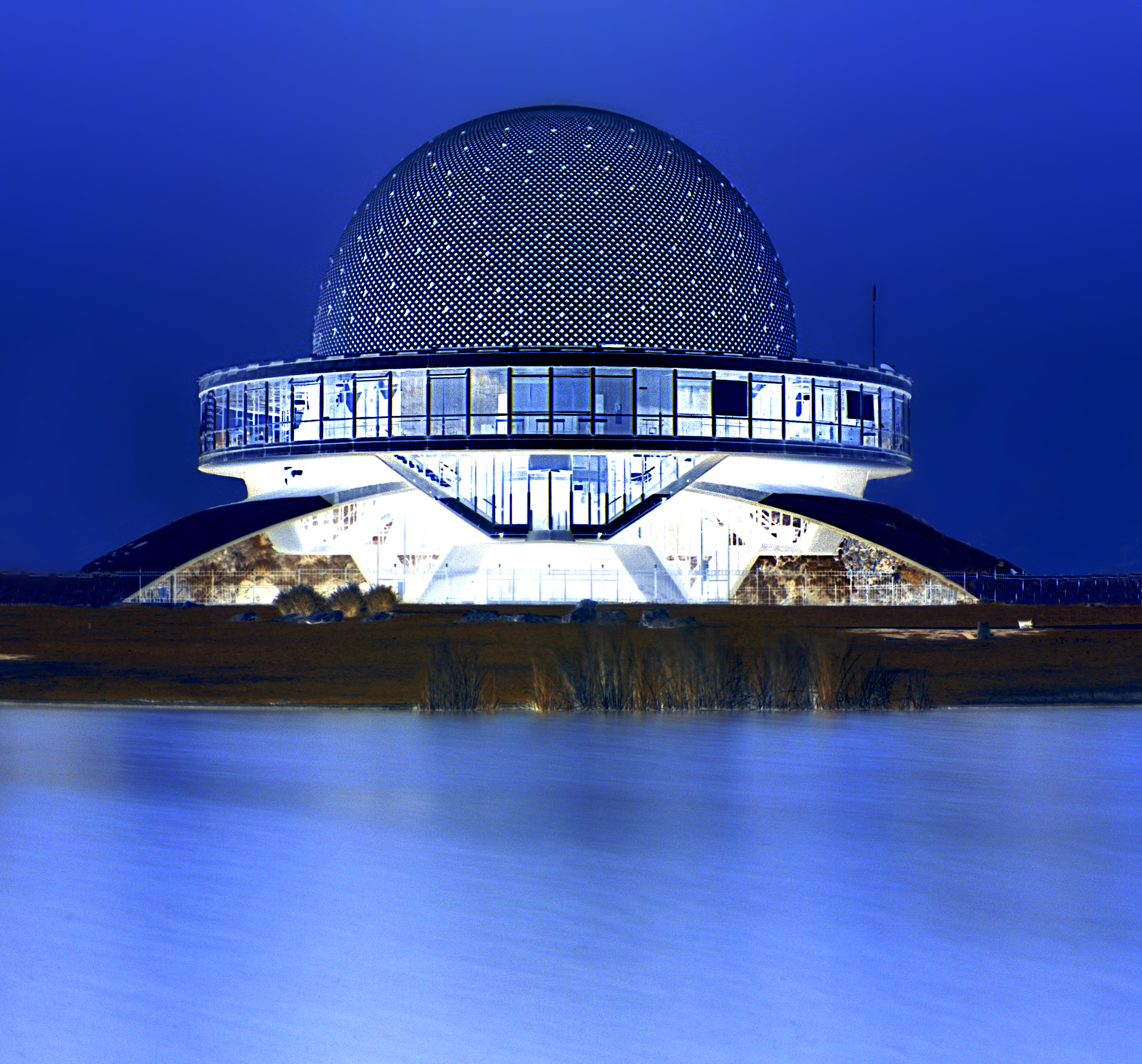
Вечером
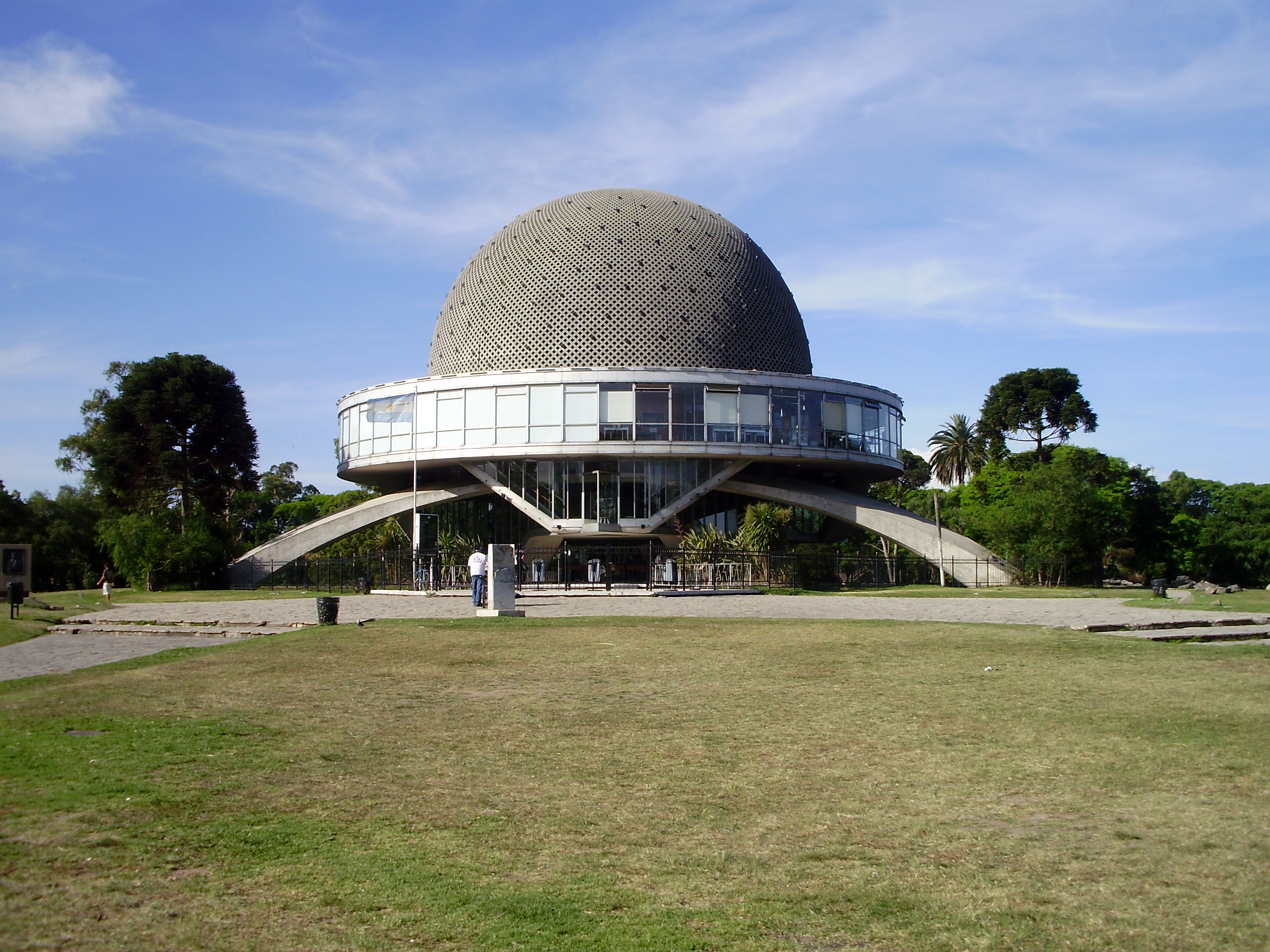
Днём